# Дреновска афера
Дреновската афера от 1895 година е провал в организационната мрежа на Прилепския революционен район на Вътрешната македоно-одринска революционна организация вследствие разкрития и арести от страна на османските власти.
От януари 1895 година в района на Дреновци Расим от Десово, който има кула в селото, многократно облага българското село с данъци и тормози местното население. Пристигналата през март от България чета на Димо Дедото от Македонския комитет, която прави опит за организиране на революционен комитет, си поставя за цел да елиминира и турския бег.
В местността Сивец са извикани гражданите Йордан Гавазов (гласен за ръководител), Панто Карамбулев, Тоде Яръмбобол, дякон Костадин, Диме Палавранов и други, които са посветени в революционното дело. През март при село Дреновци, докато дебне Расим от Десово, четата се сблъсква с турци бегликчии и убива водача им. Така се появява Дреновската афера, при която са арестувани над 100 души селяни и граждани и мнозина са осъдени. Четата на Дедото се оттегля.

## Арестувани
| Име                               | Години | Професия           | От           | Имотно състояние      | Бележка |
| --------------------------------- | ------ | ------------------ | ------------ | --------------------- | --- |
| 1. Ицо Гавазот                    | 60     | ковач              | Прилеп       | средна ръка           | арестуван и освободен с рушвет от 7 лири, арестуван втори път в началото на март стар стил                                         |
| 2. Йордан Христов Гавазов         | 20     |                    | Прилеп       |                       | обвинен от фалшив свидетел циганин                                                                                                 |
| 3. Тоде Найдов Точак (Мал Бомбол) | 35     | бакалин в Дреновци | Прилеп       |                       | арестуван заедно с Ицо Гаваз |
| 4. Тале Митрев Дурле              |        |                    | Волково село | имотен                | арестуван заедно с Гавазот като ятак на комитете                                                                                   |
| 5. Поп Константин (старият дякон) | 70     | свещеник           | Прилеп       |                       | арестуван на Великден 5 април (ст. ст.) като роднина на Димо Дедото                                                                |
| 6. Мицо Кантарджиев               | 20—25  | терзия             | Прилеп       |                       | арестуван за ятаклък като роднини на Дедото на първия ден на Великден на хорото                                                    |
| 7. Антон Кантарджиев              | 20—25  | терзия             | Прилеп       |                       | арестуван за ятаклък като роднини на Дедото на първия ден на Великден на хорото                                                    |
| 8. Никола Конев Кусев             | 25     | рибар              | Прилеп       |                       | затворен заедно с Кантарджиеви на първия ден на Великден                                                                           |
| 9. Диме Ацаров                    |        | бакалин в София    | Прилеп       |                       | |
| 10. Ангел Христов                 |        | бакалин в София    | Прилеп       |                       | дошъл си за Великден и арестуван, тъй като пристига от София                                                                       |
| 11. Стоян Лазов                   |        |                    | Прилеп       |                       | арестувани с Бретлов в Солун и препратени в Прилеп, защото седмица след пристигането си се опитали да се върнат в София            |
| 12. Йован Кочов Бретлов           |        |                    | Прилеп       |                       | арестувани с Лазов в Солун и препратени в Прилеп, защото седмица след пристигането си се опитали да се върнат в София              |
| 13. Петре Сарапиен                | 28     | свещар             | Прилеп       |                       | арестуван на Велики четвъртък |
| 14. Аце Л. Дамянов                | 33     | грънчар            | Прилеп       |                       | |
| 15. Диме Палавран                 |        | касапин            | Прилеп       |                       | арестуван на Великден, щом пристигнал                                                                                              |
| 16. Рампо Дудин                   |        |                    | Прилеп       |                       | арестуван с Петре Свещаря |
| 17. Тодор Налет                   | 35     | кожар              | Прилеп       |                       | арестуван в Корча и вързан доведен в Прилеп под съмнение, че е някой си Тодор Найчев                                               |
| 18. Тодор Състров                 | 40     |                    | Прилеп       |                       | доведен вързан от Битоля в Прилеп по същата причина като Тодор Налет                                                               |
| 19. Коте Курлев                   |        |                    | Прилеп       |                       | доведен в Прилеп, защото бил буен и мъжествен                                                                                      |
| 20. Мире Менка                    |        |                    | Дойран       |                       | доведен в Прилеп, защото бил прилепчанец по потекло                                                                                |
| 21. Нонка Г. Тавчиев              | 21     |                    | Прилеп       |                       | доведен в Прилеп, но освободен |
| 22. Йованче Цървенков             | 35     |                    | Небрегово    | доста имотен          | арестуван като ятак на комитите, взели му 2 лири рушвет                                                                            |
| 23. Сокол Лямев                   | 55     |                    | Небрегово    | 1000 — 1200 лири имот | арестуван заради сина си Глигор, живеещ в Сърбия, обвиняван, че е комита, освободен с 2 лири рушвет, но отново арестуван като ятак |
| 24. Димко Соколов Лямев           |        |                    | Небрегово    |                       | арестуван заради брат си Глигор |
| 25. Йонче Гурев                   | 40     |                    | Небрегово    | имотен                | арестуван заради племенника си Глигор Соколов                                                                                      |
| 26. Никола Димков                 | 45     |                    | Небрегово    | имотен                | арестуван като ятак на комитите |
| 27. Антон Цветков                 | 60     |                    | Небрегово    |                       | арестуван, защото рекъл: „Ете ги кокошкарите потераджии“                                                                           |
| 28. Цветан Ангелев                | 35     |                    | Небрегово    | имотен                | арестуван, защото не казал къде са комитите                                                                                        |
| 29. Нешко Рутнос                  | 65     |                    | Небрегово    | имотен                | арестуван, защото синът му Трайче убил преди 6-7 години един арамия, убиец на брат му Мойсо, и избягал, взели му 2 лири рушвен     |
| 30. Никола Чумов                  | 50     |                    | Небрегово    | имотен търговец       | затворен като ятак на комитите и защото с братятя си искали да убият разбойника Расим                                              |
| 31. Христо Чумов                  | 45     |                    | Небрегово    | имотен търговец       | затворен като ятак на комитите и защото с братятя си искали да убият разбойника Расим                                              |
| 32. Георги Чумов                  | 30     |                    | Небрегово    | имотен търговец       | затворен като ятак на комитите и защото с братятя си искали да убият разбойника Расим                                              |
| 33. Станко Дудески                | 30     | воденичар          | Небрегово    | средна ръка           | арестуван кащото давал прибежище на комитите в своята воденица                                                                     |
| 34. Велко Тодорчев                | 35     |                    | Небрегово    | имотен                | арестуван, защото купил мартинка, пребит до смърт и му е взета мартината и 2 лири рушвет                                           |
| 35. Аврам Николов                 | 55     |                    | Небрегово    | имотен                | арестуван за ятаклък и неказване къде са комитите, взети му 2 лири рушвет                                                          |
| 36. Аце Полякот                   | 60     | поляк              | Небрегово    |                       | арестуван, защото бил убил бегликчията и ги довел комитите                                                                         |
| 37. Марко Трайчев                 | 50     |                    | Небрегово    | сиромах               | арестуван и освободен с 2 лири рушвет                                                                                              |
| 38. Веле Савеич                   | 70     |                    | Дреновци     | имотен                | в неговото търло е убит бегликчията                                                                                                |
| 39. Митре Велев Савеич            | 45     |                    | Дреновци     |                       | син на Веле Савеич |
| 40. Петре Баберко                 | 60     |                    | Дреновци     | имотен                | арестуван със сина си за неизказване къде са комитите                                                                              |
| 41. Синът на Петре Баберко        |        |                    | Дреновци     |                       | |
| 42. Цветко Павлев                 | 50     |                    | Дреновци     | средна ръка           | затворен със сина си като комити                                                                                                   |
| 43. Синът на Цветко Павлев        |        |                    | Дреновци     |                       | затворен с баща си като комити, защото ходил да купува кюмюр без тескере                                                           |
| 44. Ристе Тодев                   | 35     |                    | Дреновци     | сиромах               | затворен, защото искал да убие Расим                                                                                               |
| 45. Haйдо Генов                   | 20     | преселен в града   | Дреновци     | средна ръка           | затворен, защото искал да убие Расим                                                                                               |
| 46. Никола Милостник              |        |                    | Дреновци     |                       | арестуван със сина си, който придружавал бегликчията до търлото, освободени с 2 лири рушвет                                        |
| 47. Синът на Никола Милостник     |        |                    | Дреновци     |                       | арестуван с баща си, защото придружавал бегликчията до търлото, освободени с 2 лири рушвет                                         |
| 48. Селянин                       |        |                    | Чумово       |                       | |
| 49. Селянин                       |        |                    | Загорани     |                       | |
| Още няколко души                  |        |                    |              |                       | |

## Присъди
На 2 септември 1895 година османският съд произнася присъда, в която са осъдени на смърт задочно осемте души четници от четата на Дедото (Димо, Глигор, Свето, Веле, Стойче, Васил, Йован и Тоде Дедото). Общо 25 от 52 души получават присъди, а другите са освободени.
| Име                        | От        | Вид     | Присъда         | Причини |
| -------------------------- | --------- | ------- | --------------- | --- |
| 1. Димо Дедото             | Прилеп    | задочно | смърт           | за разбойничества, извършени в съучастие с Революционния комитет в София, чиято цел е да се подтикне бунт в Македония и да се постави под заплаха държавната сигурност |
| 2. Глигор                  | Небрегово | задочно | смърт           | за разбойничества, извършени в съучастие с Революционния комитет в София, чиято цел е да се подтикне бунт в Македония и да се постави под заплаха държавната сигурност |
| 3. Свето                   |           | задочно | смърт           | за разбойничества, извършени в съучастие с Революционния комитет в София, чиято цел е да се подтикне бунт в Македония и да се постави под заплаха държавната сигурност |
| 4. Веле                    |           | задочно | смърт           | за разбойничества, извършени в съучастие с Революционния комитет в София, чиято цел е да се подтикне бунт в Македония и да се постави под заплаха държавната сигурност |
| 5. Стойче                  |           | задочно | смърт           | за разбойничества, извършени в съучастие с Революционния комитет в София, чиято цел е да се подтикне бунт в Македония и да се постави под заплаха държавната сигурност |
| 6. Васил                   |           | задочно | смърт           | за разбойничества, извършени в съучастие с Революционния комитет в София, чиято цел е да се подтикне бунт в Македония и да се постави под заплаха държавната сигурност |
| 7. Йован                   |           | задочно | смърт           | за разбойничества, извършени в съучастие с Революционния комитет в София, чиято цел е да се подтикне бунт в Македония и да се постави под заплаха държавната сигурност |
| 8. Тоде Дедото             | Прилеп    | задочно | смърт           | за разбойничества, извършени в съучастие с Революционния комитет в София, чиято цел е да се подтикне бунт в Македония и да се постави под заплаха държавната сигурност |
| 9. Ордан Тодоров           | Прилеп    |         | 101 години      | като член на бандата на 8-те гореспоменати разбойници |
| 10. Аце Полякот            | Небрегово |         | 101 години      | като главен участник в убийството на Ахмед |
| 11. Йованче Белков, мухтар |           |         | 12 години робия | за уговаряне към престъпление с помощта на 50 турски лири, обещани на разбойниците за убийството на Расим бег и за убийство с помощта на други лица на Ахмед           |
| 12. Стоян Лазов            | Прилеп    |         | 10 години робия | като съучастник в разбойничеството на четата на Димо Дедото |
| 13. Йован Кочов            | Прилеп    |         | 10 години робия | като съучастник в разбойничеството на четата на Димо Дедото |
| 14. Никола Иванов          | Чумово    |         | 10 години робия | като съучастник в разбойничеството на четата на Димо Дедото |
| 15. Тодор Найдов Точак     | Прилеп    |         | 7 години затвор | за даване на пушки и муниции на разбойниците |
| 16. Ордан Ицов Гаваз       | Прилеп    |         | 7 години затвор | за даване на пушки и муниции на разбойниците |
| 17. Стефан Кочов           | Дупячани  |         | 7 години затвор | за даване на пушки и муниции на разбойниците |
| 18. Диме Кочов Палавран    | Прилеп    |         | 6 години затвор | като рецидивист за помагане на четниците, дошли от България |
| 19. Петре Андреов Бандера  | Прилеп    |         | 6 години затвор | като рецидивист за помагане на четниците, дошли от България |
| 20. Тале Митрев Дурле      | Волково   |         | 5 години затвор | за това, че водел бандитите и им дал послон и храна |
| 21. Илия Велянов           | Волково   |         | 5 години затвор | за това, че водел бандитите и им дал послон и храна |
| 22. Митре Ангелов          | Дреновци  |         | 5 години затвор | за това, че водел бандитите и им дал послон и храна |
| 23. Велко Петров           | Дреновци  |         | 3 години затвор | за това, че знаел за бандитите, но не ги издал на властите |
| 24. Петре Ангелов          | Дреновци  |         | 3 години затвор | за това, че знаел за бандитите, но не ги издал на властите |
| 25. Дамче Секулов          | Загорани  |         | 3 години затвор | за това, че знаел за бандитите, но не ги издал на властите |